# 누갈주

누갈주

누갈주(소말리어: Nugaal)는 소말리아 북동부에 위치한 주로, 주도는 가로웨이다. 북쪽으로는 에티오피아와 국경을 맞대고 있고 서쪽으로는 솔주, 북쪽으로는 바리주, 남쪽으로는 무두그주와 인접해 있으며 동쪽으로는 인도양과 맞닿아 있다. 이 곳은 현재 소말리아로부터 독립을 선언한 푼틀란드의 지배하에 있다.